# Batalla de Steps
La batalla de Steps va lliurar-se al 13 d'octubre de 1213 a Montenaken entre les forces del ducat de Brabant i del principat de Lieja, a un lloc dit «Stepsheuvel» (trad. turó de Steps) al mig del camp d'Haspengouw.
Era la culminació del conflicte que va començar el 1204 quan el comte de Moha va deixar el seu feu al príncep-bisbe de Lieja i que el duc Enric I cobejava també. Ja el 1212, va atacar i saquejar Lieja. L'any després va voler tornar. Camí a Lieja va devastar Waremme, Waleffe, Tourinne, i Tongeren però en trobar les noves fortificacions de la ciutat de Lieja, va retirar-se prop de Montenaken. Allà l'exèrcit de nobles de Brabant va encontrar les milícies de Lieja conduïdes per Hug de Pierrepont i els seus aliats: Lluís II de Loon, i milícies civils de Huy, de Dinant. Brabant va perdre uns 2000 cavallers i el duc va retirar-se. En revenja de l'agressió brabançona, durant deu dies les forces liegeses van pillardejar la regió de Tienen, Zoutleeuw, Landen i Hannut.
Al 28 de febrer de 1214, el duc excomunicat va haver d'anar a Lieja, humiliar-se davant Hug de Pierrepont i pregar perdó. Només el 1229 va cedir definitivament els drets de Moha a Lieja.

## Significat avui
Certs historiadors veuen en aquesta batalla la primera de l'edat mitjana a la qual milícies urbanes van vèncer un exèrcit de nobles a les Disset Províncies i a Lieja.
Segons la llegenda, els liegesos van conduir l'estàtua de la Mare de Déu de l'església de Montenaken al camp de batalla. En arribar, el sol va començar a brillar tan fort que va encegar els enemics brabançons. Des d'aleshores, cada any al maig s'organitza una processó entre l'església de Montenaken i la capella de Steps.

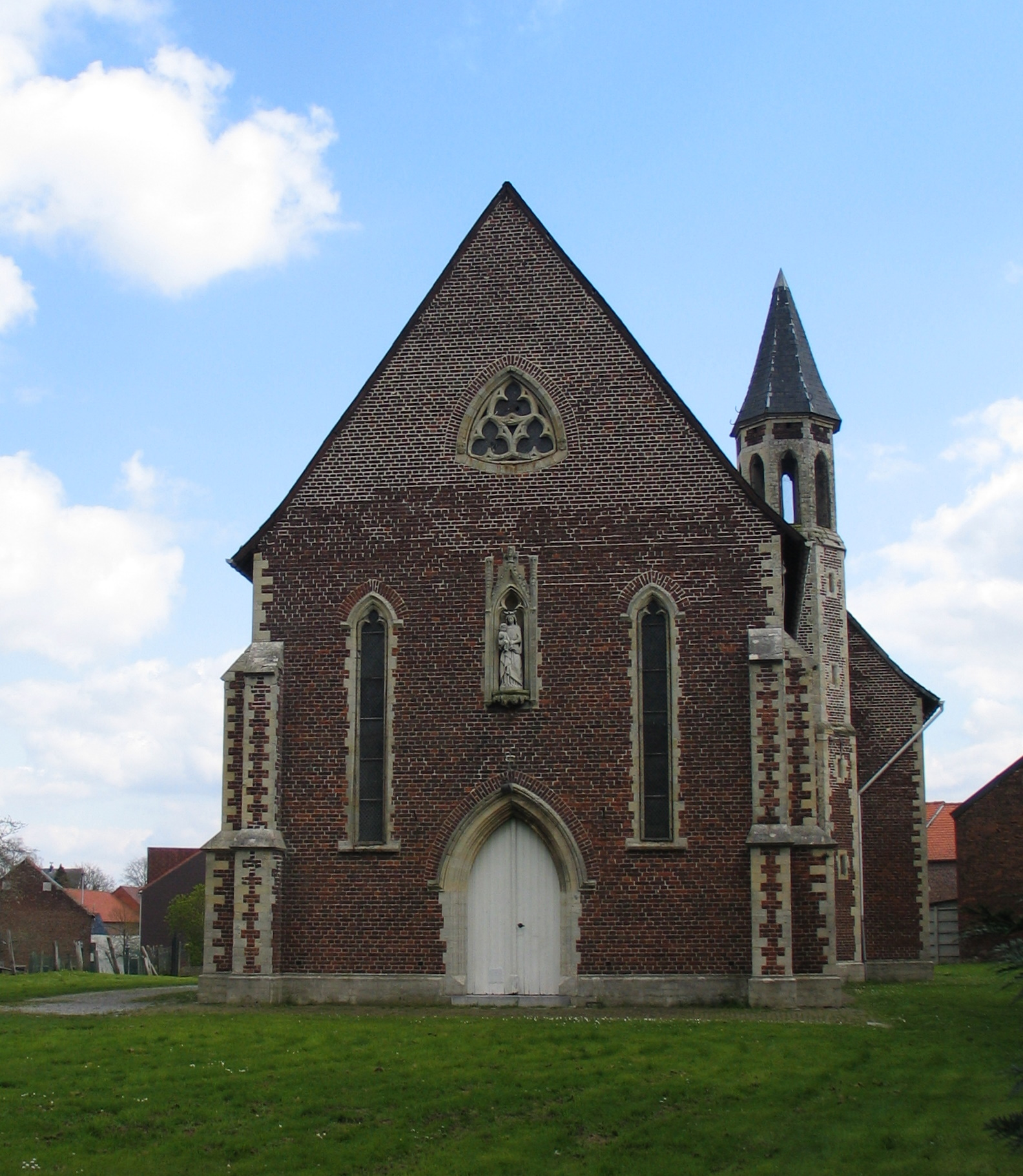
Capella de la Mare de Déu de Steps
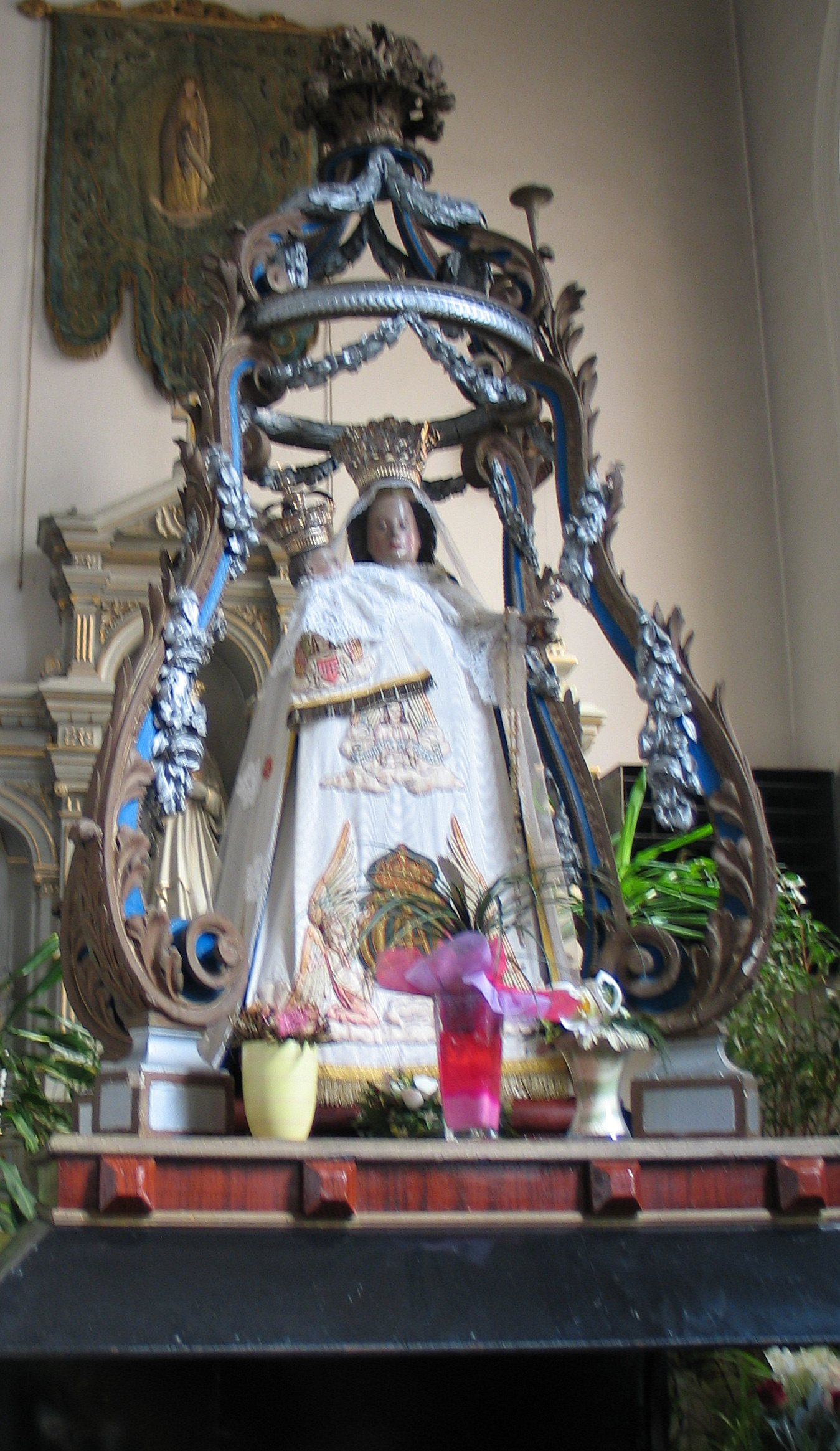
Estàtua de la Mare de Déu de Steps a Montenaken